# 65
65 (шестдесет и пета) година е обикновена година, започваща във вторник по юлианския календар.

## Събития

### В Римската империя
- Дванадесета година от принципата на Нерон Клавдий Цезар Август Германик (54-68 г.)
- Консули на Римската империя са Авъл Лициний Нерва Силиан и Марк Юлий Вестин Атик. Суфектконсули през тази година стават Публий Пазидиен Фирм, Гай Помпоний Пий и Гай Аниций Цериал.
- 19 април – разкрит е т.нар. „Пизонов заговор“ за убийството на императора. Вследствие на това са арестувани редица членове на сенаторското съсловие и техни познати, някои от които са екзекутирани, а други принуден да се самоубият. Сред тях са хора като Пизон, Сенека, Лукан и други.[1]
- Нерон провежда за втори път фестивала „Нерония“.[2]
- Умира императрицата Попея Сабина. Нерон организира погребение с държавни почести и я обожествява.

## Родени
- Тиберий Клавдий Максим, римски легионер († сл. 117)
- Тиберий Клавдий Атик Херод († ок. 137), римски политик, сенатор и консул
- Гай Юлий Филопап († 116), римски политик, сенатор и суфектконсул

## Починали
- 19 април – Пизон, римски политик, сенатор, оратор и литературен меценат
- 30 април – Марк Аней Лукан, римски поет (роден 39 г.)
- Сенека, древноримски философ (роден 4 г. пр.н.е.)
- Попея Сабина, римска императрица (родена 30 г.)
- Луций Юний Силан Торкват, римски благородник (роден 40 г.)
- Марк Юлий Вестин Атик, римски политик и консул през тази година
- Юний Аней Галион, римски политик и брат на Сенека
- Луций Фений Руф, римски политик и сенатор
- Симон Влъхва, еврейски религиозен водач